# Merit Hertzman-Ericson
Merit Kerstin Hertzman-Ericson, ogift Lundberg, född 4 februari 1911 i Danderyds församling i Stockholms län, död 26 mars 1998 i Saltsjöbadens församling i samma län, var en svensk psykolog och författare. 
Merit Hertzman-Ericson var dotter till byggnadsingenjör Ernst Lundberg och Astrid Svensson. Hon var syster till skådespelaren Marianne Nielsen och moster till skådespelaren Monica Nielsen. 
Efter studentexamen i Stockholm 1930 fortsatte hon på universitetet Sorbonne i Paris, varefter hon återvände till Sverige och blev filosofie kandidat vid Stockholms högskola 1942 samt filosofie licentiat 1946. Hon var studierektor vid experimentskolan Nya skolan 1942–1943, klinisk psykolog vid Stockholms central för psykisk barna- och ungdomsvård från 1950, psykolog vid Stockholms stads barnavårdsnämnd, filmcensor för Statens biografbyrå. Hon var sekreterare i Svenska föreningen för gruppsykoterapi, styrelseledamot i kliniska sektionen vid Psykologförbundet.
Merit Hertzman-Ericson skrev bland annat Barnets psykiska utveckling (1952), Mitt barn är inte som andra (1954), Barn är Barn och Vilka barn skolkar? (1956) samt Gruppverksamhet med mödrar inom psykiska barna- och ungdomsvården (1958).
Merit Hertzman-Ericson gifte sig 1932 med civilingenjör Bo Hertzman-Ericson, son till ingenjör Olof Ericson och författaren Gurli Hertzman-Ericson. De fick sex barn, tvillingarna konstnären  Li Hertzman-Ericson och fotografen Lo Hertzman-Ericson 1933, Tom 1936, Kaj 1940 (död 1998) samt tvillingarna Vynn (död 2018) och Jann 1945. Bland barnbarnen märks skådespelaren Pernilla August och konstnären Anna Hertzman-Ericson.